# Аудни Бёдварссон (фотограф)
Аудни Бёдварссон (исл. Árni Böðvarsson; 15 сентября 1888, Вогатунга — 30 апреля 1977, Акранес) — исландский фотограф и руководитель сберегательного фонда в Акранесе. Получил известность своими пейзажными фотографиями.

## Биография
Аудни Бёдварссон в деревне Вогатунга общины Хвальфьярдарстрандархреппюр 15 сентября 1888 года в семье Бёдвара Сигюрдссона (исл. Böðvar Sigurðsson) и Хадлы Амадоуттир (исл. Halla Amadóttir). В 1907 году начал работать в новопостроенном бассейне Ламбхусасюнд (один из первых бассейнов в Исландии) в Акранесе, затем в 1912 году стал учителем плавания в юношеском спортивном обществе Хёйкюр (исл. Ungmennafélagið Haukur). В 1913 году, после общения с британским туристом-фотографом, который снимал исландских юношей в бассейне, у Аудни проснулся интерес к фотографии и уехал из Акранеса в Рейкьявика и поступил в ученики к Оулавюру Магнуссону (исл. Ólafur Magnússon), одному из пионеров исландской фотографии. После завершения обучения  мастера и получения лицензии фотографа, Аудни вернулся в 1914 году в Акранес, где он основал первую фотостудию в городе в Георгсхусе. В 1944 году он вместе с сыном Олавюром построил новое здание фотостудии на Вестюргата. К сожалению, 4 декабря 1950 года расположенная в деревянном доме фотостудия сгорела дотла, в пожаре исчезли бо́льшая часть работ Аудни — тысячи ранних фотографии, почти все его фильмы и записи, в которых была отображена люди, история и события Акранеса. После пожара Аудни не стал восстанавливать студию и перестал оказывать слуги профессионального фотографа, но продолжал снимать пейзажные фото, которые он увеличивал, раскрашивал и делал фотокартины. Считается, что он достиг высокого мастерства в пейзажной фотографий и его картины пользовались успехом во всей западной Исландии. Среди его самых известных фотокартин были «Акранес» и «Акрафьядль с заливом Кроукалоун на переднем плане», «Брим в Кроукалоун», «Хусафедль» и «Хабнарфьядль с вершиной Скессюходн».
Известно, что в течение пяти лет, с 1923 по 1928 год, Аудни владел магазином в Акранесе, где предлагались различные товары в колониальном стиле, а также домашняя утварь, инструменты, пиво и табак. Магазин выступал в качестве посредника при скупке и продаже шерсти, продавал в Рейкьявику знаменитый картофель из Акранеса, а также выступал посредником в продаже земельных участков, недвижимости и рыболовецких лодок. 
8 июня 1918 года, когда в Акранесе была создана сберегательная касса «Sparisjóur Borgarfjarar», и многие жители Боргарфьярдарсислы приняли участие в этом проекте. Первыми руководителями кассы стали Пьетюр Оттесен, Олавюр Бьёднссон и Аудни Бёдварссон. В первый же день открытия кассы в нее поступило около 25 тысяч исландских крон, которые на то время в Исландии были огромной суммой. В 1942 году, когда Акранес стал отдельной общиной Акранескёйпстадюр, жители в Боргар-фьорда не захотели, чтобы касса ссужал деньги на строительство порта в Акранесе. Поэтому община Акранескёйпстадюр заплатила Боргарфьярдарсисле 25 тысяч крон и получила сберегательную кассу в своё владение. После этого касса получила название «Sparisjóur Akraness», а Аудни стал её руководителем. Под руководством Аудни касса выступала кредитором строительства почти всех важных объектов инфраструктуры в Акранесе — порта, больницы, средней школы, рыбоперерабатывающего завода, резервной электростанции, парка и т.п. Sparisjóur Akraness также предоставлял гранты на социальные нужды города. Несмотря на то, что подобные кредитные организации в Исландии постоянно терпели серьезные убытки, а их клиенты — банкротства, Аудни удалось уберечь сберкассу от убытков, а клиентов от банкротства. Под давлением Landsbankinn, 24 апреля 1964 года городской совет Акранеса согласился продать банку Sparisjóur Akraness, чем вызвал недовольство множества жителей общины. После закрытия сберегательной кассы Аудни продолжал заниматься фотографией до самой своей смерти в апреле 1977 года.
Аудни был женат на Ранвейг Магнусдоуттир (исл. Rannveig Magnúsdóttir) из Идуннарстадир. Пара имела двух детей — сына Олавюра Ауднасона (род. 1919) и дочь Хадлу Ауднадоуттир (род. 1920).
Большая часть сохранившихся фотографии и фотокартин (2657 работы) Аудни хранится в Музея фотографии Акранеса, составляя значительную часть коллекции этого музея. Периодически устраиваются выставки его работ, а в 2004 году была издана книга «Ljósmyndir Árna Böðvarssonar» с его лучшими сохранившимися работами.